# Мердинк, Мекс
Мекс Мердинк (нидерл. Mexx Meerdink; родился 24 июля 2003) — нидерландский футболист, нападающий клуба АЗ.

## Клубная карьера
Выступал за юношеские команды «Винтерсвейк» и «Де Графсхап». В 2019 году присоединился к футбольной академии клуба АЗ. 10 декабря 2021 года дебютировал за «Йонг АЗ» в матче Эрстедивизи против «АДО Ден Хааг». 7 марта 2023 года дебютировал в основном составе АЗ в матче Лиги конференций УЕФА против «Лацио», выйдя на замену Вангелису Павлидису. 19 марта 2023 года дебютировал в Эредивизи в игре против «Твенте».
В январе 2024 года до конца сезона 2023/24 перешёл на правах аренды в «Витесс».

## Личная жизнь
Его отец Мартейн также был профессиональным футболистом и выступал за АЗ.

## Достижения
АЗ
- Победитель Юношеской лиги УЕФА: 2022/23[7]